# Inácio Martins
Inácio Martins es un municipio brasileño del estado del Paraná. Su población en 2008 de acuerdo con el censo del IBGE es de 10 998 habitantes.